# Albrecht Knust
 (avril 2021).
Si vous disposez d'ouvrages ou d'articles de référence ou si vous connaissez des sites web de qualité traitant du thème abordé ici, merci de compléter l'article en donnant les références utiles à sa vérifiabilité et en les liant à la section « Notes et références ».
Albrecht Knust est un danseur, chorégraphe, pédagogue et notateur du mouvement allemand né à Hambourg le 5 octobre 1896 et mort à Essen le 19 mars 1978.
Dès l'âge de 16 ans il danse dans un groupe folklorique puis, délaissant des études de commerce, il devient, avec Kurt Jooss, l'élève de Rudolf Laban et intègre sa compagnie en 1922.
Il crée ses premières chorégraphies en 1926, en tant que maître de ballet du Friedrichstheater de Dessau (Der Prinz von China, musique de Gluck, et Die Geschöpfe des Prometheus, musique de Beethoven). Il publie aussi ses premiers articles sur la notation Laban.
En 1934, alors que Kurt Jooss quitte l'Allemagne pour l'Angleterre, après avoir remporté le concours des Archives internationales de la danse de 1932 avec La Table verte, Knust accepte la direction de la Folkwangschule d'Essen. En 1935, il fonde le Bureau de la notation à Berlin. Il transcrit des danses historiques d'après Feuillet et Pécour et participe à l'établissement des partitions de groupe chorégraphiées par Laban pour les Jeux olympiques d'été de 1936 à Berlin, intitulées Vom Tauwind und der neuen Freude (Vent de rosée et nouvelle joie). Ce spectacle sera finalement interdit par Joseph Goebbels qui juge cette œuvre non conforme à ses attentes.
Atteint par la disgrâce de Laban, Knust retourne à Hambourg et se consacre surtout à la rédaction de son Abriss der Kinetographie Laban, qu'il soumettra à Jooss et à son proche collaborateur Sigurd Leeder lors d'un voyage à Dartington. Jooss souhaitait que Knust note ses chorégraphies mais ce sera finalement Ann Hutchinson, élève de Jooss, qui notera La Table verte. En 1939, Knust part s’installer à Munich. Il y passe les années de guerre comme notateur au Bayerische Staatsoper. Cette expérience lui permettra de constituer une masse de quelque 20 000 exemples documentant des problèmes de notation, qu'il organisera après la guerre dans son Handbuch der Kinetographie Laban en huit volumes, inédit à ce jour.
Expert incontesté de la notation Laban, Knust donne de nombreuses conférences après la guerre et favorise la connaissance du système d'écriture dont des évolutions parallèles et parfois divergentes se développent des deux côtés de l'Atlantique, la kinétographie « orthodoxe » en Allemagne et dans les pays latins, et la Labanotation dans le monde anglo-saxon.
En mai 1951, Knust est nommé à la Folkwangschule d'Essen par Kurt Jooss revenu en Allemagne : il y crée le Kinetographisches Institut et cofonde, en 1959, l'International Council of Kinetography Laban (ICKL) dont il devient le président en 1969.
Après sa retraite en 1962, il continue d'officier à la Folkwangschule et meurt subitement en mars 1978 d'un arrêt cardiaque.